# Can Balet
Can Balet és una obra del municipi de Vallromanes (Vallès Oriental) inclosa en l'Inventari del Patrimoni Arquitectònic de Catalunya. Al costat hi ha la Torre de Can Balet.

## Descripció
Edifici civil. Masia situada en un dels vessants de la muntanya que dona a la Riera de Vallromanes, formada per dos cossos ben diferenciats: l'habitatge pròpiament dit, amb el carener perpendicular a la façana i teulada de dos vessants; i un altre cos adossat a la part dreta, amb el carener paral·lel a la façana rectangular.
Al primer cos es troba l'entrada principal amb una finestra a cada banda i tres al pis superior, així com tres petites arcuacions arran de teulada. El segon cos es caracteritza per les seves arcades del segon pis (arcs de mig punt sostinguts per pilars), i el seu sostre de bigues de fusta. Tota la façana és estucada i els dos cossos formen un sol conjunt arquitectònic.